# Platyptilia melanoschista
Platyptilia melanoschista is een vlinder uit de familie van de vedermotten (Pterophoridae). De wetenschappelijke naam van de soort werd voor het eerst geldig gepubliceerd in 1940 door Fletcher.